# Club Atlético Quilmes (Villa Allende)
El Club Atlético Quilmes es un club deportivo argentino fundado el 27 de noviembre de 1947 en la ciudad de Villa Allende, provincia de Córdoba. El club tiene como actividad principal al fútbol, pero también se practican el tenis y hockey. Está afiliado a la Liga Regional Colón, de la cual cuenta con el título del Apertura 2024 en su vuelta a la liga después de estar casi diez años sin competir debido la destrucción del club por las inundaciones de las Sierras Chicas en 2015, disputando así el Torneo Regional Federal Amateur 2024-25 por primera vez en su historia.